# Palazzina Cinese
Het Palazzina Cinese (Nederlands: Chinees paleisje) is een voormalige koninklijke residentie in Palermo. Het ligt aan de rand van het Parco della Favorita en staat ook bekend als het Casina Cinese (Chinees huisje).

## Geschiedenis
Aan het eind van de achttiende eeuw bezat baron Benedetto Lombardo een huis in Chinese stijl, in die tijd erg populair in Europa. Het gebouw was deels van hout, deels van steen en had een pagodedak en een balkon dat om het hele huis liep. Toen koning Ferdinand III in 1799 op de vlucht voor de Franse troepen neerstreek in Palermo kocht hij het landgoed van de baron en gaf de architect van het huis, Giuseppe Venanzio Marvuglia, opdracht om het gebouw aan te passen. De werkzaamheden werden tussen 1800 en 1806 uitgevoerd.
Na de eenwording van Italië ging het paleis over in de handen van het Huis Savoye. Later werd het eigendom van de gemeente Palermo die het openstelde voor het publiek. In een van de bijgebouwen kreeg een etnografisch museum onderdak.

## Architectuur
Op de begane grond bevinden zich de ontvangstruimte, de eetkamer en de slaapkamer van de koning. Verschillende artiesten hebben deze vertrekken in Chinese stijl gedecoreerd. Via een externe trap kan de kelder bereikt worden, waar naast een badkamer een balzaal is ingericht. Op de eerste verdieping had koningin Maria Carolina haar vertrekken, die in Turkse en Pompeiaanse stijl versierd zijn. Het paleis wordt bekroond met een achthoekig terras met een pagodedak. Aan weerszijden van het paleis zijn torentjes met wenteltrappen gebouwd, waarschijnlijk een ontwerp van de zoon van de architect.

## Afbeeldingen

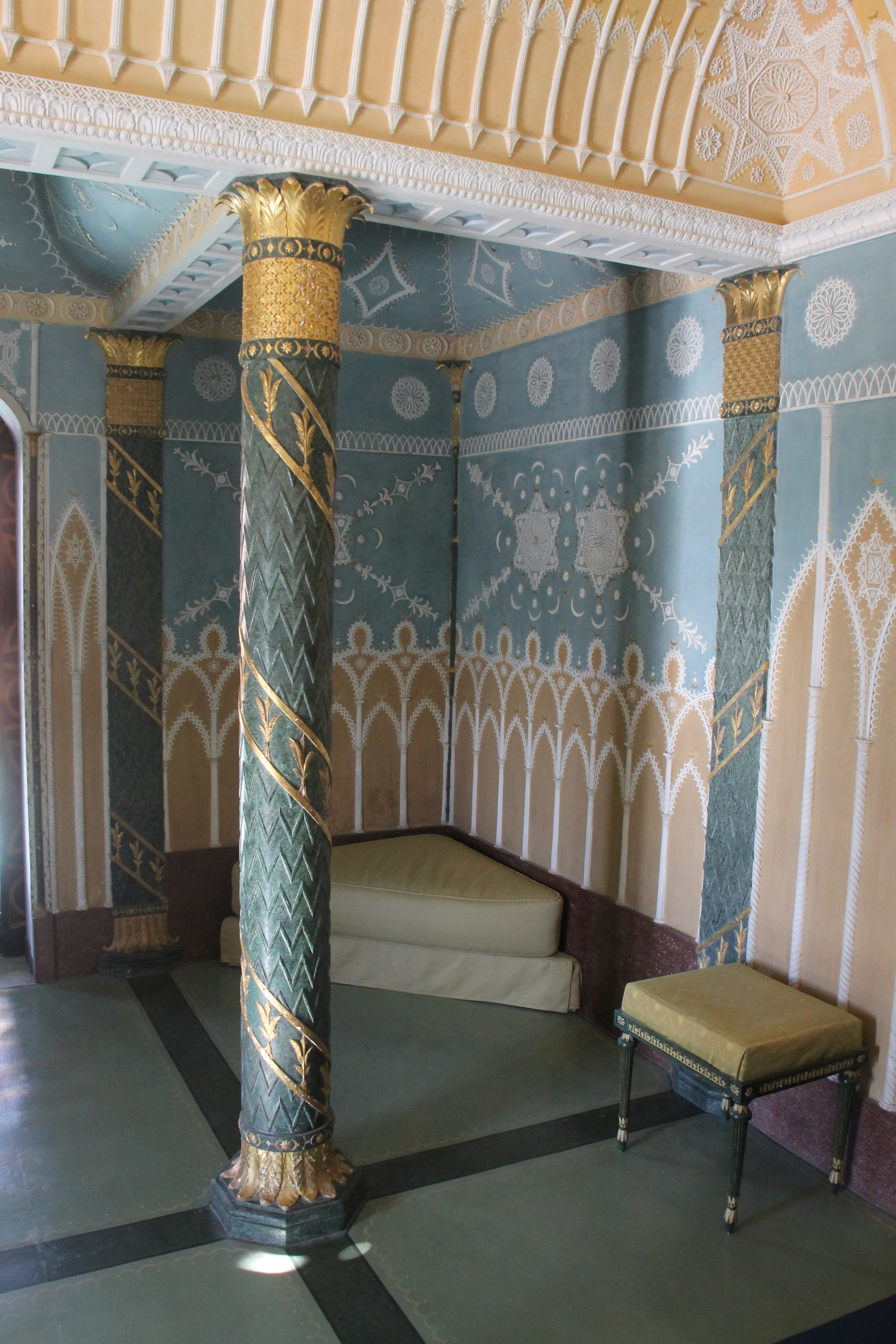
Appartement van de koningin
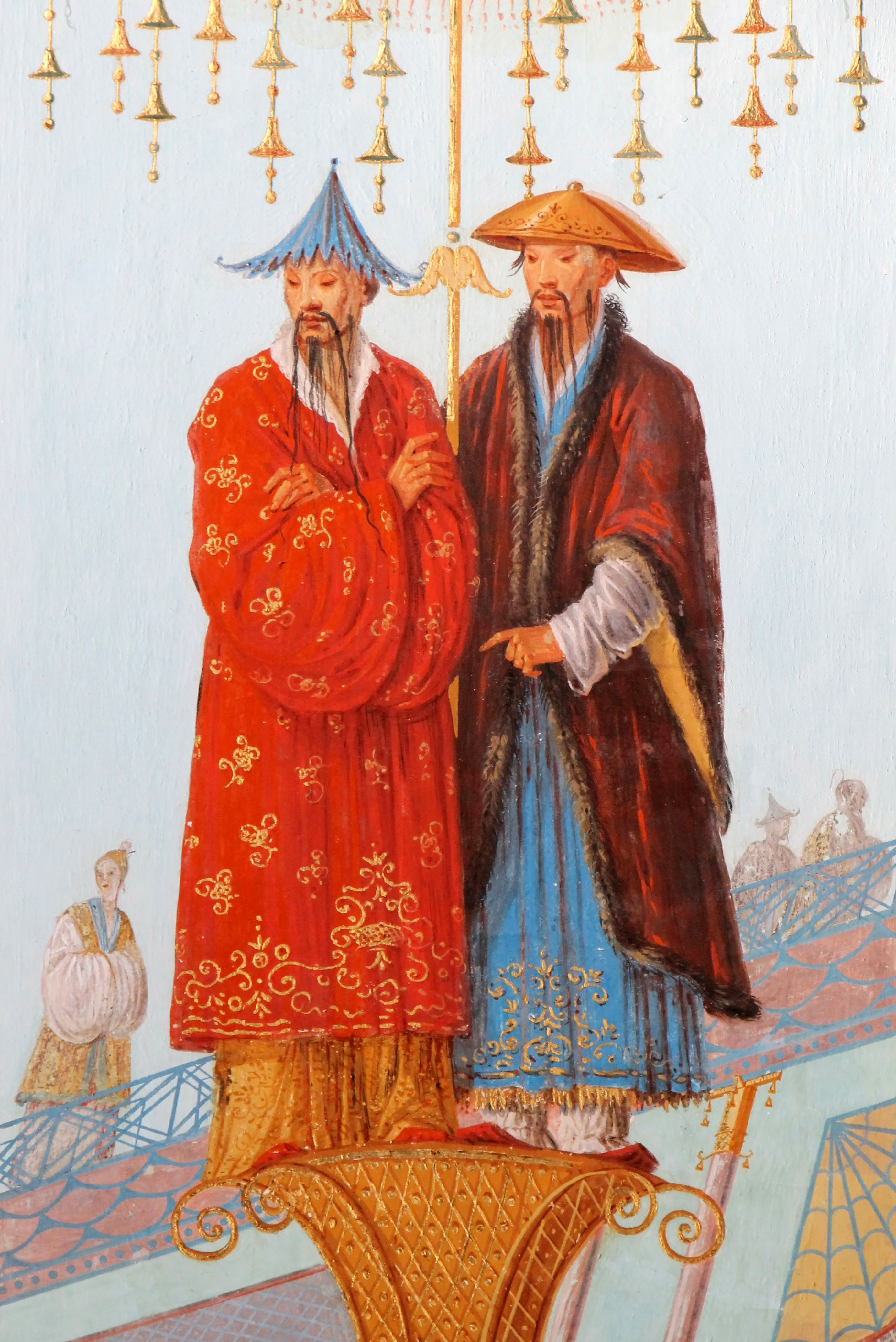
Schildering in de ontvangstruimte
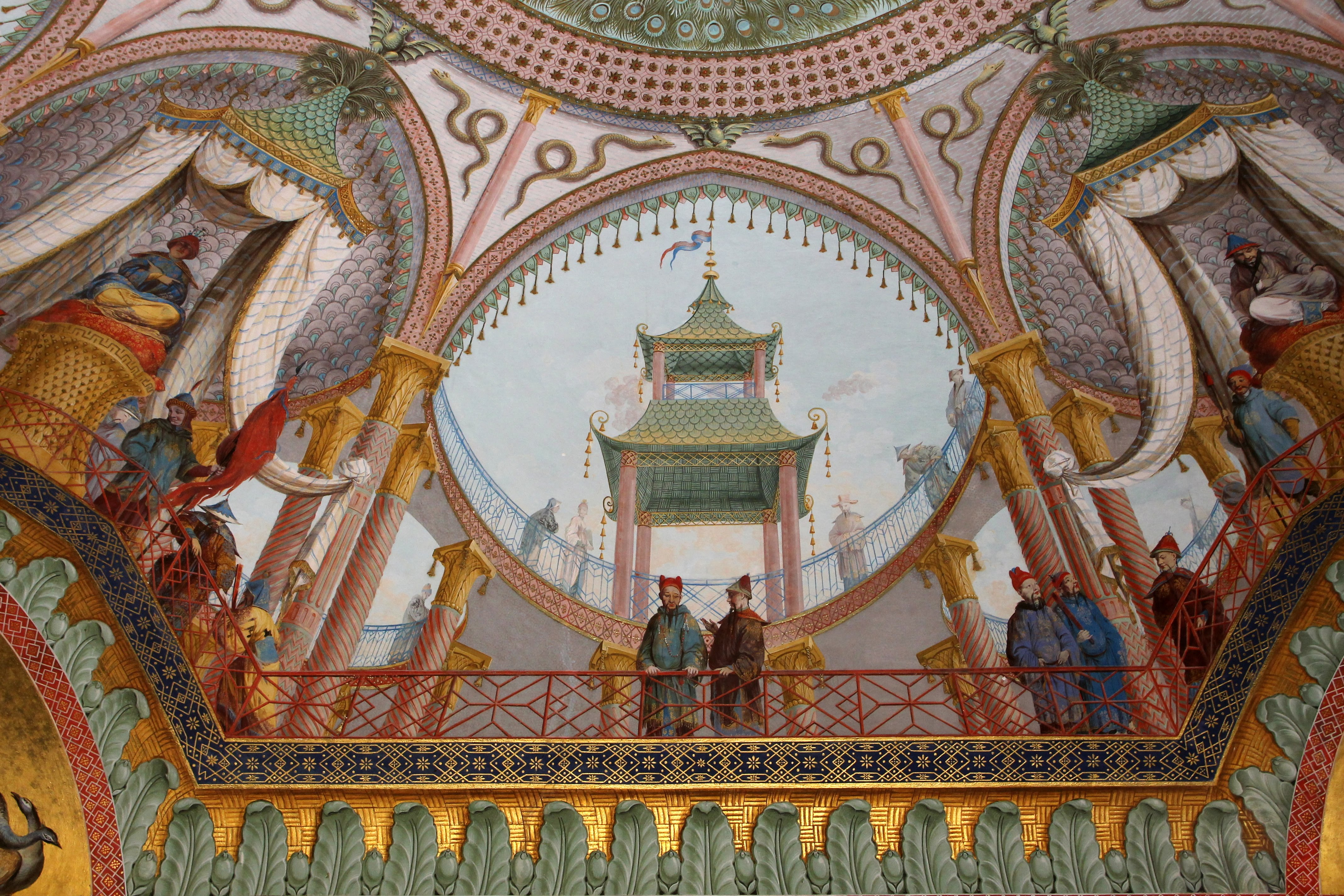
Schildering in de slaapkamer van de koning
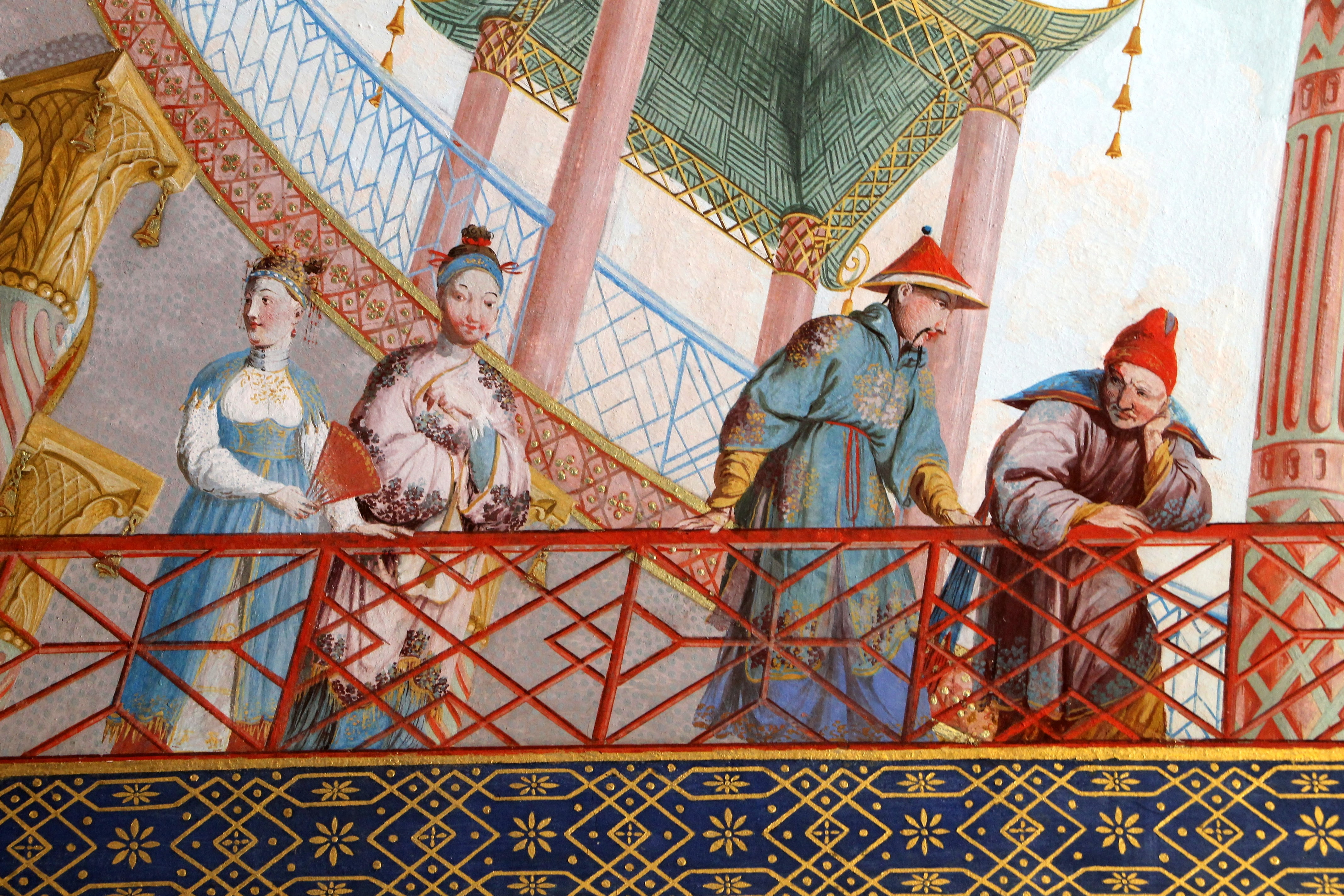
Schildering in de slaapkamer van de koning
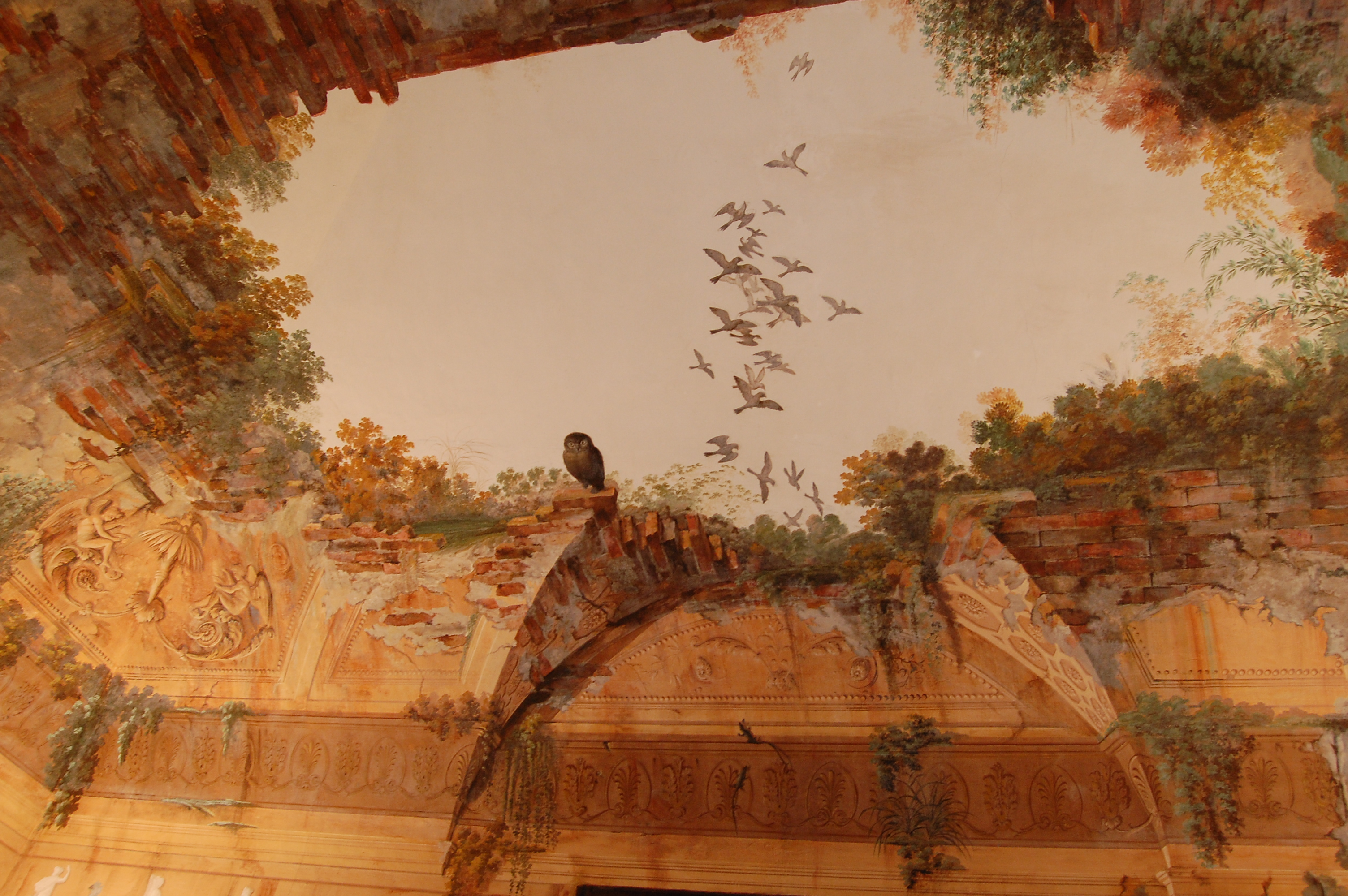
Schildering in de balzaal